# Renningen
Renningen ist eine Stadt in Baden-Württemberg, die zum Landkreis Böblingen gehört.

## Geographie

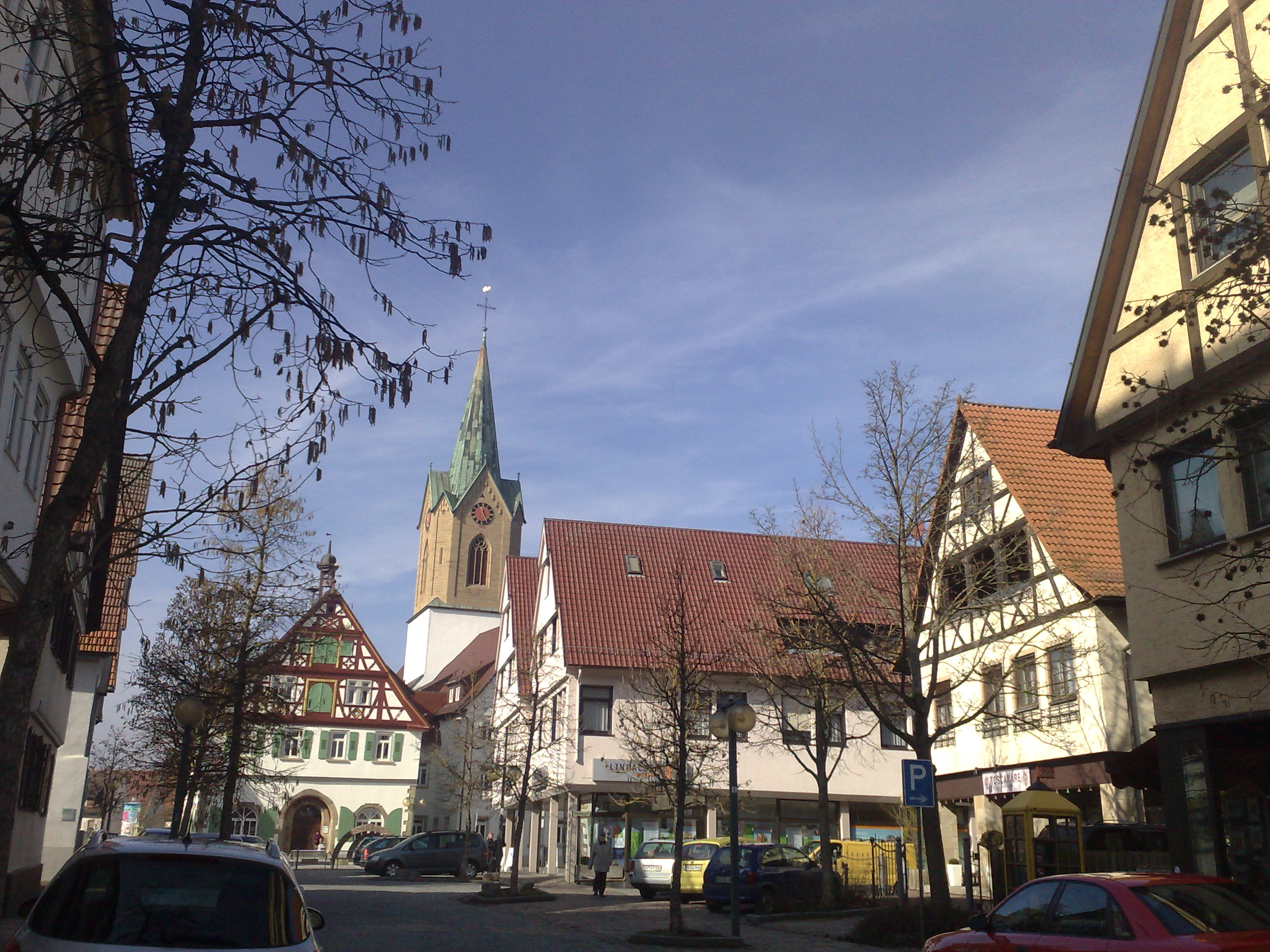
Innenstadt von Renningen mit Kirchturm

### Geographische Lage
Renningen liegt westlich von Stuttgart zwischen Leonberg und Weil der Stadt am Rande der fruchtbaren Gäu-Landschaft des Neckarlandes im Heckengäu. Das Tal des Rankbaches weitet sich hier zum Renninger Becken.

### Nachbargemeinden
Nachbargemeinden sind Rutesheim, Leonberg, Magstadt, Weil der Stadt (alle vier im Landkreis Böblingen) sowie Heimsheim (Enzkreis).

### Stadtgliederung
Zu Renningen gehören die Stadtteile Malmsheim und Renningen. Die beiden Stadtteile sind identisch mit den ehemaligen Gemeinden gleichen Namens. Zur ehemaligen Gemeinde Malmsheim gehören das Dorf Malmsheim und das Haus Rankmühle. Zur Gemeinde Renningen in den Grenzen von vor der Gemeindereform der 1970er Jahre gehören die Stadt Renningen, die Höfe Ihinger Hof und Längenbühlhof und die Häuser Kindelberg, Lutzenburg, Silberberg und Weinberg sowie die abgegangenen Ortschaften Altheim, Maisenburg und Wassenbach.

### Flächenaufteilung
Nach Daten des Statistischen Landesamtes, Stand 2014.

### Schutzgebiete
Östlich von Renningen liegt das Naturschutzgebiet Längenbühl, das an das Landschaftsschutzgebiet Glemswald angrenzt. Weitere Teile des Stadtgebiets sind als Landschaftsschutzgebiet Renningen ausgewiesen. Zudem hat die Stadt Anteil am FFH-Gebiet Gäulandschaft an der Würm.

## Geschichte

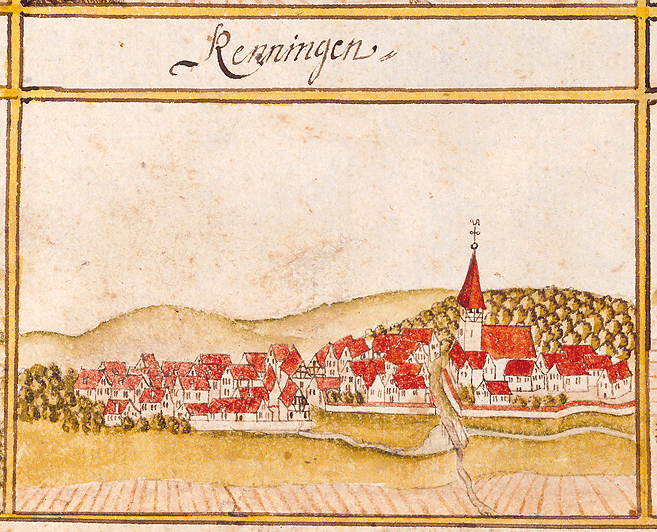
Renningen 1683/1685 im Kieserschen Forstlagerbuch

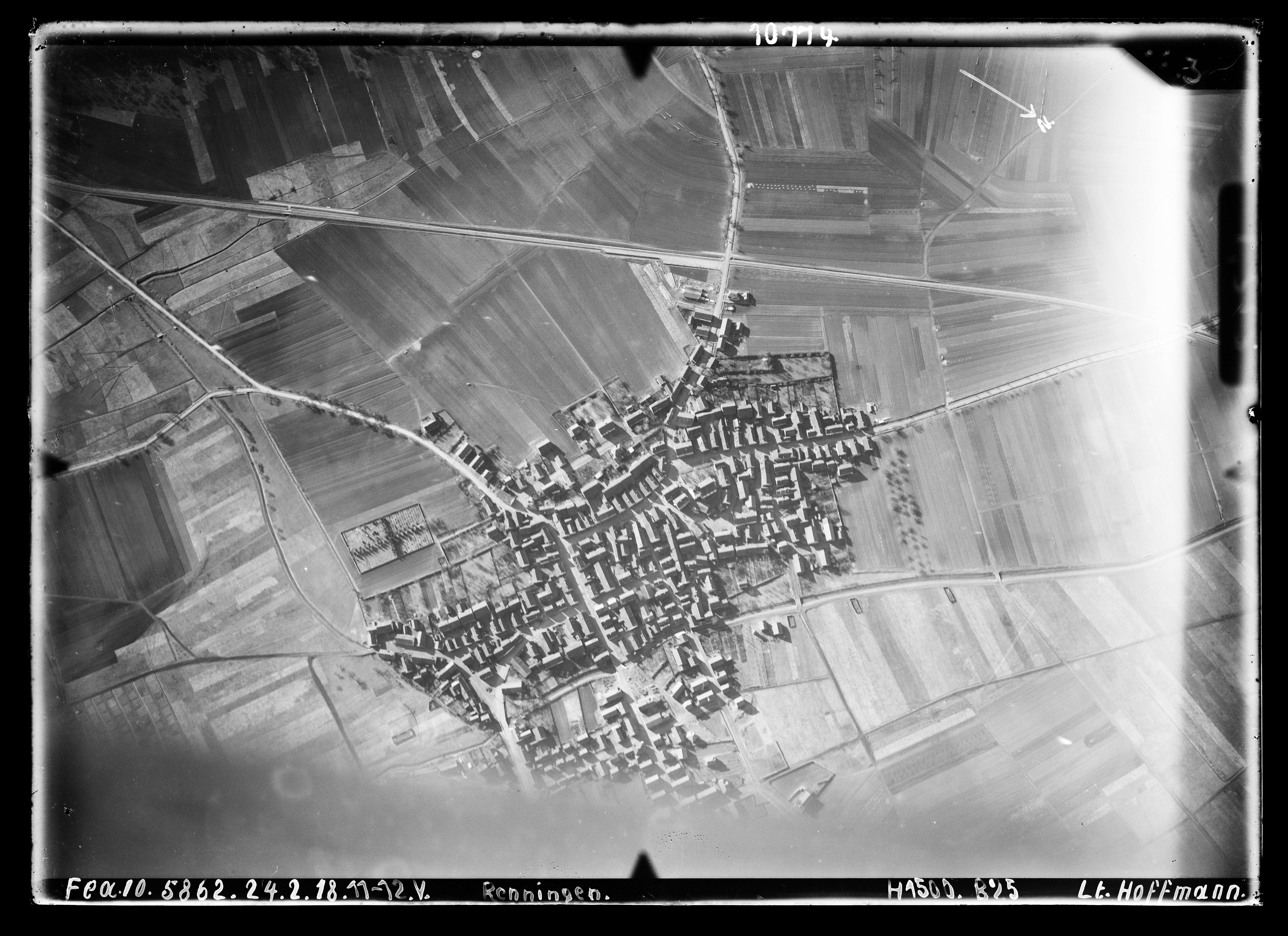
Luftbild von Renningen, Februar 1918

### Vorgeschichte
Renningen liegt in einer bereits seit dem Frühneolithikum dicht besiedelten Siedlungslandschaft. Dementsprechend sind an mehreren Stellen Siedlungsreste der Linearbandkeramik-Kultur nachgewiesen.
Siedlungsreste der Urnenfelderkultur (um 1000 v. Chr.) sowie der Hallstatt- und La-Tène-Zeit (frühe bzw. späte Eisenzeit) belegen eine Besiedlung in verschiedenen prähistorischen Epochen.
Die Auswertung archäologischer Grabungen und Funde zeigt im Renninger Becken eine Entwicklung, die von zwei frühalamannischen Siedlungen nördlich bzw. südlich des Rankbaches ausgeht. Grabungen des damaligen Landesdenkmalamtes Baden-Württemberg im Gewerbegebiet Raite (1991) belegen Mehrhausgehöfte aus dreischiffigen Langhäusern, Speichern und Grubenhäusern (4./5. Jh.).

### Mittelalter
Eine zweite Siedlung in den Neuwiesenäckern entwickelte sich zu einer großen Siedlung, die mit dem am Anfang des 12. Jahrhunderts erwähnten Altheim identifiziert werden kann. Während des Hochmittelalters bestanden neben dieser Siedlung zahlreiche weitere kleine Siedlungsplätze. Im 12./13. Jahrhundert erfolgte eine Siedlungskonzentration in den späteren Ortskernen, denn gegen 1200 brachen fast alle Siedlungsplätze außerhalb der beiden Ortskerne ab. Einige ältere Funde im Ortskern von Renningen zeigen, dass am Platz des späteren Dorfes durchaus ein älterer Kern vorhanden ist. Einige wenige Funde gehören in die späte Merowinger- und Karolingerzeit, die Masse der Funde ist jedoch ins 11./12. Jahrhundert datiert und belegt eine Gleichzeitigkeit zu der Siedlung in den Neuwiesenäckern. Ob allerdings eine Kontinuität seit der frühen Merowingerzeit besteht, bleibt unsicher. In der Nähe der Kirche liegt ein 1989/90 durch das Landesdenkmalamt untersuchtes Gräberfeld der frühen Merowingerzeit, das um 500 abbricht, wobei es fraglich bleibt, ob dies auch für den zugehörigen Siedlungsplatz gilt, dessen Lage aufgrund einer einzelnen Scherbe in der Nachbarschaft vermutet werden kann. Spätere Bestattungen sind im Renninger Becken bisher nur am südlichen Ortsrand von Malmsheim bekannt geworden, wo ein jüngermerowingerzeitliches Reihengräberfeld zu vermuten ist.
Die schriftliche Überlieferung belegt für karolingische Zeit die Zugehörigkeit Renningens zum Villikationssystem des Klosters Weißenburg. Erwähnt werden 22½ Höfe, wobei sich anhand von historischen Beobachtungen über das spätere Schicksal dieses Besitzes die Frage stellt, ob all diese Höfe auf der späteren Ortsgemarkung gelegen haben. Im 11. und 12. Jahrhundert ist in der schriftlichen Überlieferung ein Ortsadel mit Besitz in beiden Orten nachweisbar. Für Malmsheim und das abgegangene Altheim lässt sich staufischer Besitz belegen. Spätestens im 14. Jahrhundert gab es in Renningen mit dem Amt eines Schultheißen sowie der Dreizelgenwirtschaft eine Organisation auf Gemeindeebene.

### Württembergische Zeit
Renningen gelangte 1310 durch Kauf von den Grafen von Hohenberg an die Grafschaft Württemberg und wurde dem Amt Leonberg zugeordnet. Somit ist Renningen ein Bestandteil Altwürttembergs. In der frühen Neuzeit war Renningen ein vom Handwerk geprägtes Großdorf, das seine Ettergrenze mit einer heute zum Teil noch erhaltenen Mauer markierte. Zu Beginn des 19. Jahrhunderts blieb der Ort nach der Gründung des Königreichs Württemberg gemäß der neuen Verwaltungsgliederung Württembergs dem Oberamt Leonberg unterstellt. Damit gehörte Renningen ab 1818 zum Neckarkreis. Mit der Eröffnung des Bahnhofs im Jahre 1869 erfolgte der Anschluss an das Schienennetz der Württembergischen Eisenbahn. Während der NS-Zeit in Württemberg kam Renningen 1938 zum Landkreis Leonberg.

### Nachkriegszeit
1945 geriet Renningen in die Amerikanische Besatzungszone und gehörte somit zum neu gegründeten Land Württemberg-Baden, das 1952 im jetzigen Bundesland Baden-Württemberg aufging.
Im Zuge der Gemeindereform in Baden-Württemberg wurde die Gemeinde Malmsheim am 1. März 1972 in die Gemeinde Renningen eingegliedert. Malmsheim hatte Ende 1970 3696 Einwohner, Renningen zum selben Zeitpunkt 6737 Einwohner.
Bei der Kreisreform in Baden-Württemberg 1973 kam Renningen zum Landkreis Böblingen.
Am 1. Januar 1982 wurden Renningen die Stadtrechte verliehen. Neubaugebiete haben das ehemalige Dorf stark nach Norden erweitert.

### Malmsheim

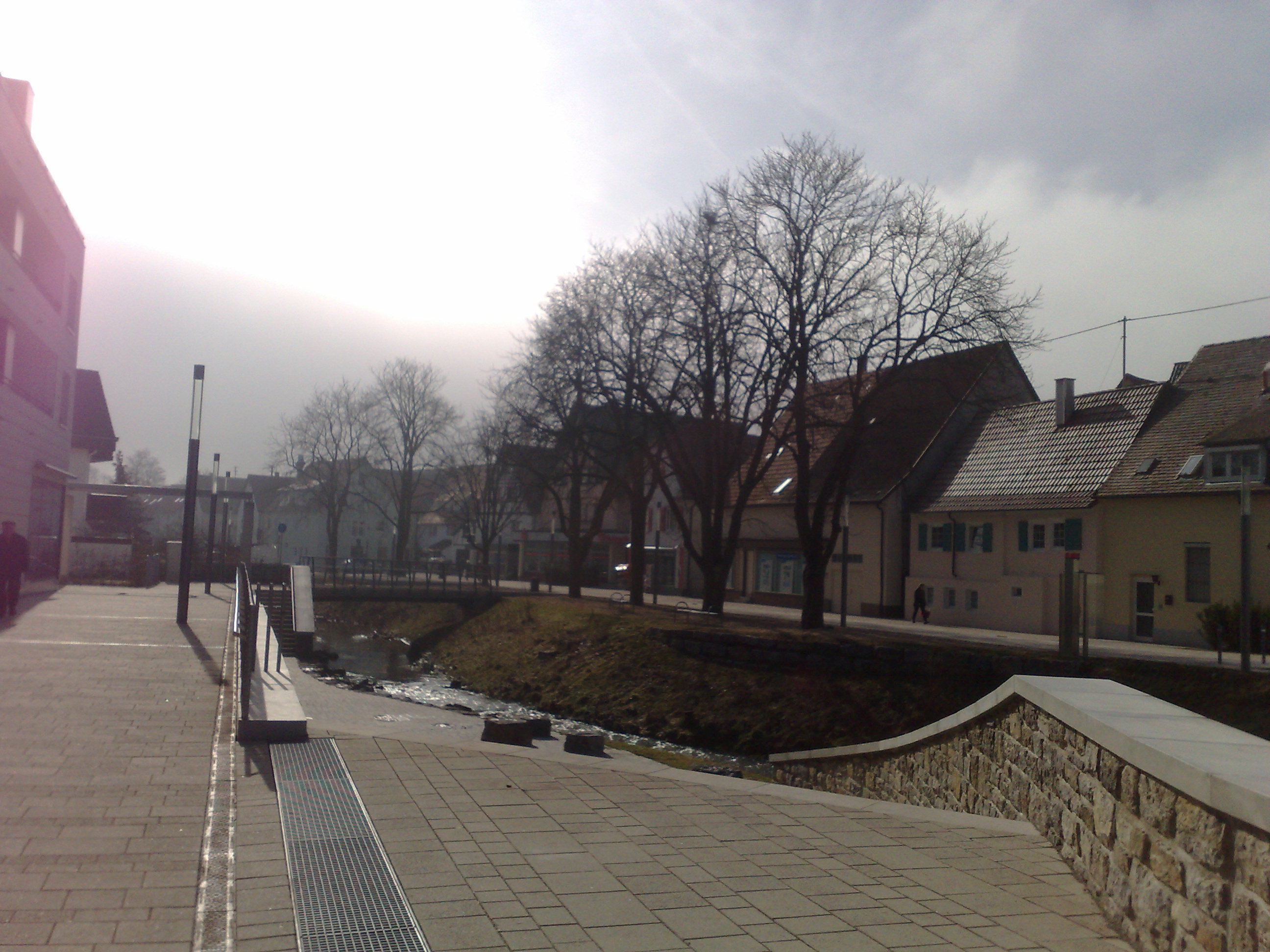
Ortskern von Renningen-Malmsheim

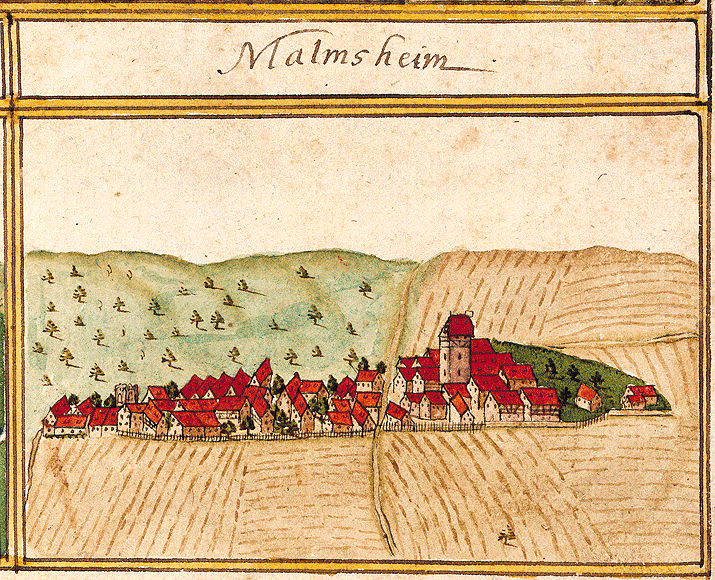
Malmsheim 1683/1685 im Kieserschen Forstlagerbuch

Malmsheim wurde 1075 erstmals urkundlich als Besitz des Klosters Weißenburg unter dem Namen Malbodesheim erwähnt (als Zeuge der Güterschenkung tritt ein „Diemo von Malbodesheim“ auf; spätere Schreibweisen von Malmsheim: Mahalbodesheim oder auch Malbotesheim). 1188 wird ein allodium (dt.: Eigengut) in Malmisheim in einem Vertrag zwischen Kaiser Friedrich I. Barbarossa und König Alfons VIII. von Kastilien, in dem die Ehe von Friedrichs Sohn Konrad mit Alfons Tochter Berengaria vereinbart wurde, erwähnt. Dieses Eigengut, das in Malmsheim vermutet wird, gehörte mit weiteren 29 staufischen Gütern zur Morgengabe der Braut. Allerdings wurde diese Ehe niemals in die Praxis umgesetzt. Im Lauf des 15. Jahrhunderts wurde Malmsheim württembergisch und war zunächst dem Amt Leonberg unterstellt, von 1470 bis 1719 dem Amt Böblingen, und seither wieder dem Amt Leonberg. 1938 kam der Ort zum damaligen Landkreis Leonberg.
Die Erschließung des Neubaugebietes Schnallenäcker ab 1996 trug wesentlich zum Wachstum des Stadtteils bei. Ende 2010 hatte Malmsheim 5.926 Einwohner.

### Ihinger Hof

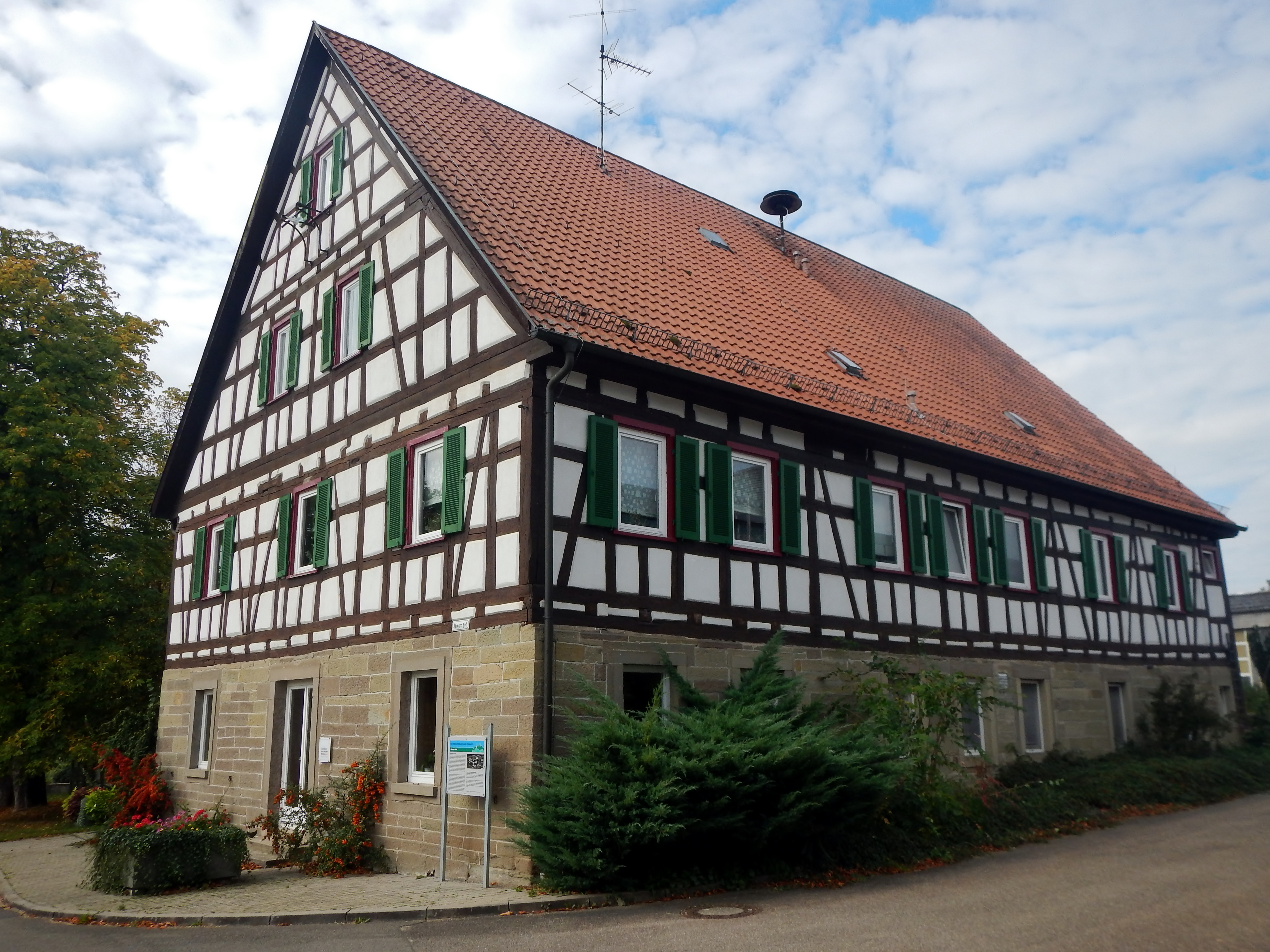
Vormaliges Rittergut Ihinger Hof bei Böblingen, dessen Mitbesitzer Graf Rudolf Adelmann von Adelmannsfelden über die mütterliche Seite Vischer-Ihingen war

Südlich der Stadt Renningen liegt der Ihinger Hof, der als reichsritterschaftliches Gut lange eine eigene Markung bildete und keiner Pfarrei zugeordnet war. Nach dem Dreißigjährigen Krieg kam das Hofgut in den Besitz der Freiherren von Bouwinghausen-Wallmerode. Schon damals fanden religiöse Abweichler auf dem Hof Zuflucht. Auf dem Erbweg gelangte er am Anfang des 18. Jahrhunderts an die Baronin Amalia Hedwig von Leiningen (1684–1754), die sich von der protestantischen Kirche separiert hatte. Nach ihrem Tod erbte ihr Sohn Baron Moritz Siegfried von Leiningen (1703–1782) den Hof. Sowohl die Baronin als auch ihr Sohn boten Separatisten aus dem Herzogtum Württemberg und aus anderen Ländern Unterschlupf. Auf dem Hof wurden Versammlungen gehalten, bei denen das Gedankengut des radikalen Pietismus verbreitet wurde. Hier erhielten prominente württembergische Pietisten wie Johann Michael Hahn und Johann Georg Rapp entscheidende Anstöße. Zu den Besuchern gehörte auch Friedrich Christoph Oetinger.
Nach dem Tod des unverheiratet verstorbenen Barons Moritz Siegfried von Leiningen kam der Hof an die Familie von Göllnitz. Dann kam das Rittergut Ihingen (Ihingerhof) in den Besitz von Gustav Leonhard von Vischer (zu Ihingen). Dessen Tochter Sophie von Vischer-Ihingen war die Mutter von Graf Rudolf Adelmann von Adelmannsfelden, der Mitbesitzer von Ihingen war. Im 19. Jahrhundert erwarb der württembergische Staat das Gut, welches sich somit derzeit im Besitz des Landes Baden-Württemberg befindet. Heute wird der Ihinger Hof von der Universität Hohenheim als landwirtschaftliches Forschungszentrum genutzt.

### Entwicklung der Einwohnerzahl
| Jahr | Einwohner 1 |
| ---- | ----------- |
| 1871 | 02.849      |
| 1880 | 02.951      |
| 1890 | 03.072      |
| 1900 | 02.982      |
| 1910 | 03.161      |
| 1925 | 03.389      |
| 1933 | 03.570      |

| Jahr | Einwohner 1 |
| ---- | ----------- |
| 1939 | 04.055      |
| 1950 | 06.311      |
| 1961 | 08.234      |
| 1970 | 10.505      |
| 1975 | 12.128      |
| 1980 | 12.542      |
| 1985 | 13.268      |

| Jahr | Einwohner 1 |
| ---- | ----------- |
| 1990 | 14.580      |
| 1995 | 16.084      |
| 2000 | 17.142      |
| 2005 | 17.235      |
| 2010 | 17.291      |
| 2015 | 17.107      |
| 2020 | 18.535      |

## Religion
Bis zur Reformation gehörte die Renninger Pfarrei zum Landkapitel Weil der Stadt im Archidiakonat Trinitatis des Bistums Speyer. Seither ist Renningen vorwiegend evangelisch geprägt. Die evangelischen Kirchengemeinden Renningen und Malmsheim gehören zum Kirchenbezirk Leonberg der Evangelischen Landeskirche in Württemberg. Seit dem Ende des Zweiten Weltkriegs gibt es auch wieder eine römisch-katholische Gemeinde. Sie gehört zum Dekanat Böblingen im Bistum Rottenburg. Daneben bestehen die Liebenzeller Gemeinschaft und seit 2007 eine Freie Evangelische Gemeinde. Auch die Neuapostolische Kirche ist in Renningen mit einer Gemeinde vertreten.

## Politik

### Gemeinderat
Der Gemeinderat in Renningen besteht aus den 22 gewählten ehrenamtlichen Gemeinderäten und dem Bürgermeister als Vorsitzendem. Der Bürgermeister ist im Gemeinderat stimmberechtigt. Die Kommunalwahl am 9. Juni 2024 führte zu folgendem Endergebnis:
| Parteien und Wählergemeinschaften | Parteien und Wählergemeinschaften                   | % 2024  | Sitze 2024 | % 2019  | Sitze 2019 | Kommunalwahl 2024 %3020100 29,37 %17,97 %12,72 %18,22 %11,38 %4,72 %6,67 % FWGrüneSPDCDUFfRFDPAfDGewinne und Verlusteim Vergleich zu 2019 %p 8 6 4 2 0 −2 −4 −6+0,10 %p−3,27 %p−4,23 %p+1,96 %p−0,17 %p± 0,00 %p+6,67 %pFWGrüneSPDCDUFfRFDPAfD |
| FW                                | Freie Wähler Stadtverband Renningen/Malmsheim e. V. | 29,37   | 6          | 29,27   | 6          | Kommunalwahl 2024 %3020100 29,37 %17,97 %12,72 %18,22 %11,38 %4,72 %6,67 % FWGrüneSPDCDUFfRFDPAfDGewinne und Verlusteim Vergleich zu 2019 %p 8 6 4 2 0 −2 −4 −6+0,10 %p−3,27 %p−4,23 %p+1,96 %p−0,17 %p± 0,00 %p+6,67 %pFWGrüneSPDCDUFfRFDPAfD |
| GRÜNE                             | Bündnis 90/Die Grünen                               | 17,97   | 4          | 21,24   | 5          | Kommunalwahl 2024 %3020100 29,37 %17,97 %12,72 %18,22 %11,38 %4,72 %6,67 % FWGrüneSPDCDUFfRFDPAfDGewinne und Verlusteim Vergleich zu 2019 %p 8 6 4 2 0 −2 −4 −6+0,10 %p−3,27 %p−4,23 %p+1,96 %p−0,17 %p± 0,00 %p+6,67 %pFWGrüneSPDCDUFfRFDPAfD |
| SPD                               | Sozialdemokratische Partei Deutschlands             | 12,72   | 3          | 16,95   | 4          | Kommunalwahl 2024 %3020100 29,37 %17,97 %12,72 %18,22 %11,38 %4,72 %6,67 % FWGrüneSPDCDUFfRFDPAfDGewinne und Verlusteim Vergleich zu 2019 %p 8 6 4 2 0 −2 −4 −6+0,10 %p−3,27 %p−4,23 %p+1,96 %p−0,17 %p± 0,00 %p+6,67 %pFWGrüneSPDCDUFfRFDPAfD |
| CDU                               | Christlich Demokratische Union Deutschlands         | 18,22   | 4          | 16,26   | 4          | Kommunalwahl 2024 %3020100 29,37 %17,97 %12,72 %18,22 %11,38 %4,72 %6,67 % FWGrüneSPDCDUFfRFDPAfDGewinne und Verlusteim Vergleich zu 2019 %p 8 6 4 2 0 −2 −4 −6+0,10 %p−3,27 %p−4,23 %p+1,96 %p−0,17 %p± 0,00 %p+6,67 %pFWGrüneSPDCDUFfRFDPAfD |
| FfR                               | Frauen für Renningen                                | 11,38   | 3          | 11,55   | 2          | Kommunalwahl 2024 %3020100 29,37 %17,97 %12,72 %18,22 %11,38 %4,72 %6,67 % FWGrüneSPDCDUFfRFDPAfDGewinne und Verlusteim Vergleich zu 2019 %p 8 6 4 2 0 −2 −4 −6+0,10 %p−3,27 %p−4,23 %p+1,96 %p−0,17 %p± 0,00 %p+6,67 %pFWGrüneSPDCDUFfRFDPAfD |
| FDP                               | Freie Demokratische Partei                          | 3,68    | 1          | 4,72    | 1          | Kommunalwahl 2024 %3020100 29,37 %17,97 %12,72 %18,22 %11,38 %4,72 %6,67 % FWGrüneSPDCDUFfRFDPAfDGewinne und Verlusteim Vergleich zu 2019 %p 8 6 4 2 0 −2 −4 −6+0,10 %p−3,27 %p−4,23 %p+1,96 %p−0,17 %p± 0,00 %p+6,67 %pFWGrüneSPDCDUFfRFDPAfD |
| AfD                               | Alternative für Deutschland                         | 6,67    | 1          | –       | –          | Kommunalwahl 2024 %3020100 29,37 %17,97 %12,72 %18,22 %11,38 %4,72 %6,67 % FWGrüneSPDCDUFfRFDPAfDGewinne und Verlusteim Vergleich zu 2019 %p 8 6 4 2 0 −2 −4 −6+0,10 %p−3,27 %p−4,23 %p+1,96 %p−0,17 %p± 0,00 %p+6,67 %pFWGrüneSPDCDUFfRFDPAfD |
| gesamt                            | gesamt                                              | 100,0   | 22         | 100,0   | 22         | Kommunalwahl 2024 %3020100 29,37 %17,97 %12,72 %18,22 %11,38 %4,72 %6,67 % FWGrüneSPDCDUFfRFDPAfDGewinne und Verlusteim Vergleich zu 2019 %p 8 6 4 2 0 −2 −4 −6+0,10 %p−3,27 %p−4,23 %p+1,96 %p−0,17 %p± 0,00 %p+6,67 %pFWGrüneSPDCDUFfRFDPAfD |
| Wahlbeteiligung                   | Wahlbeteiligung                                     | 63,62 % | 63,62 %    | 52,62 % | 52,62 %    | |

Es gibt einen Jugendgemeinderat, der seit 2001 in Zwei-Jahres-Abständen neu gewählt wird.

### Bürgermeister
Am 13. Oktober 2024 wurde Melanie Hettmer mit 92,8 Prozent der Stimmen zur Bürgermeisterin gewählt. Sie trat das Amt am 1. Dezember 2024 an.
Ihr Amtsvorgänger von 2000 bis 2024 war Wolfgang Faißt.  

### Wappen
| Wappen der Stadt Renningen | Blasonierung: „In Gold (Gelb) zwei schräg gekreuzte schwarze Schlüssel (Barte nach oben, abgewendet), darüber der schwarze Großbuchstabe R.“ |
| Wappen der Stadt Renningen | Wappenbegründung: Der Großbuchstabe R galt 1682 als Fleckenzeichen von Renningen, während die auf das Petrus-Patrozinium der Renninger Kirche hinweisenden Schlüssel seit 1757 in wechselnder Stellung in den Gemeindesiegeln abgebildet wurden. Die Figuren des sogenannten Initialwappens wurden aufgrund eines Vorschlags der Archivdirektion Stuttgart vom Jahre 1927 festgelegt. |

Wappen der ehemals eigenständigen Gemeinde

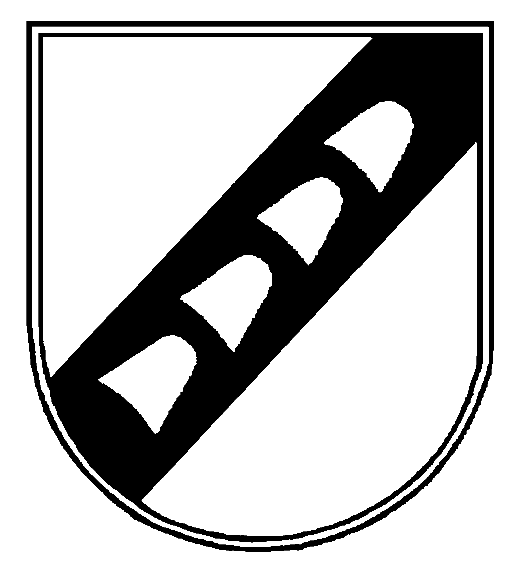
Malmsheim

### Städtepartnerschaften
- Mennecy in Frankreich, seit 1982
- Saalburg in Thüringen
- Occhiobello in Italien, seit 2012

## Wirtschaft und Infrastruktur

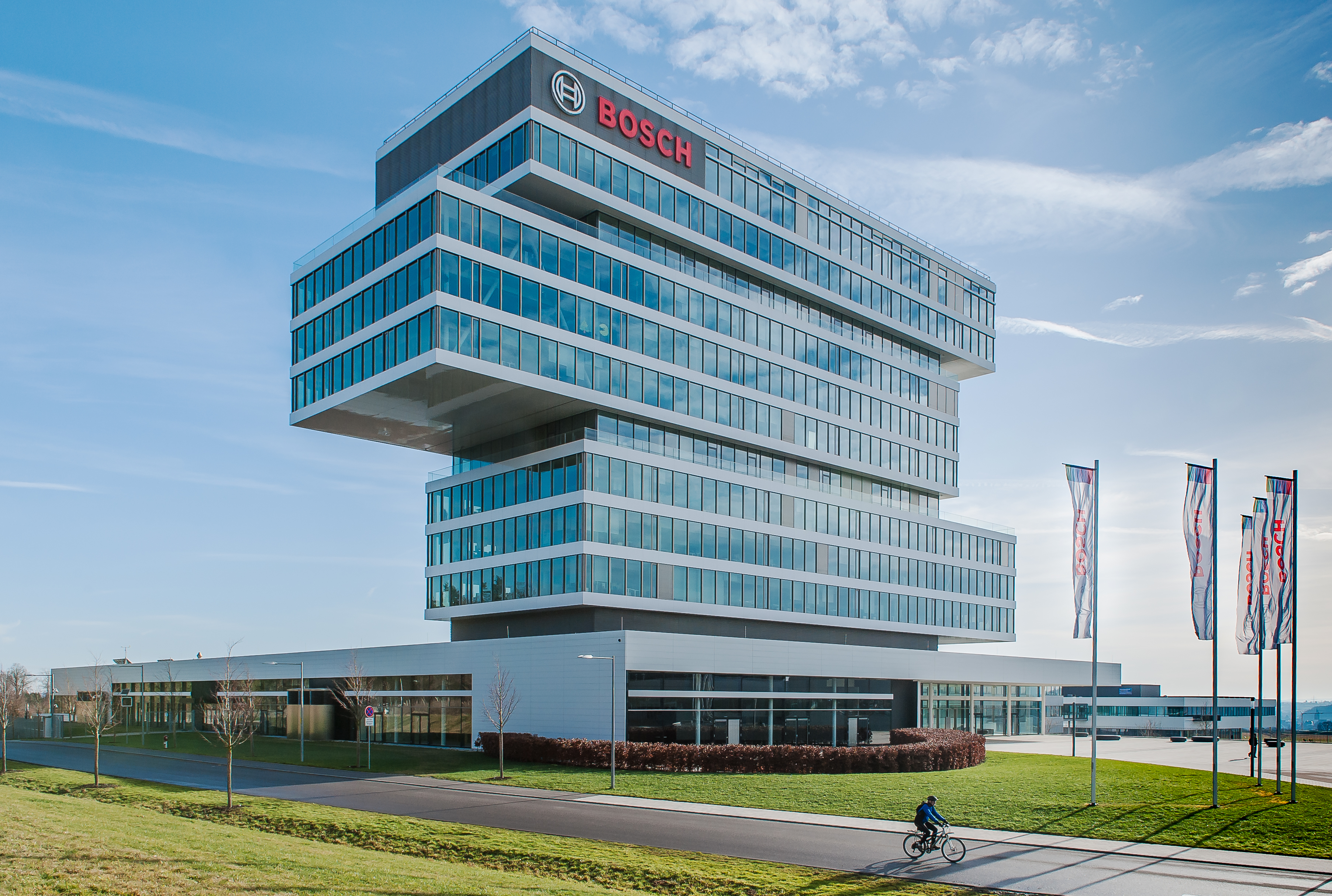
Forschungszentrum der Robert Bosch GmbH

### Unternehmen
Wirtschaftlich ist Renningen von größeren Gemeinden abhängig, ein großer Teil der Beschäftigten arbeitet auswärts, zum Beispiel bei Daimler in Sindelfingen oder in Stuttgart. Trotzdem gibt es viele eigene Arbeitsplätze im mittelständischen Gewerbe.
Die Lack- und Farbenfabrik Wörwag hat ein Werk zur Produktion von Pulverlacken im Renninger Industriegebiet. Die Eberspächer-Tochtergesellschaft Eberspächer SÜTRAK  hat ihren Hauptsitz in Renningen und liefert Klimatisierung von Nutzfahrzeugen und Omnibussen. Seit 2015 ist Renningen der Forschungs-Knotenpunkt der Firma Robert Bosch GmbH. Rund 1700 Mitarbeiter arbeiten im neuen Entwicklungszentrum. Die Unternehmen Kromberg & Schubert und Hutchinson betreiben jeweils Produktionsstandorte in Renningen. Die Koos Edelmetalle hat hier ihren Sitz.
Früher war zudem die Daimler-Tochter Smart in Renningen ansässig. Der in der Formel 1 tätige Sportwagenbauer Pininfarina hatte bis zum Umzug im Jahr 2006 nach Leonberg den Hauptsitz seiner deutschen Niederlassung im Ort. Die insolvente Rinol AG, ein Hersteller von Bodenbelägen für industrielle Anwendungen, der als „Über-Performer“ des CDAX galt, war ebenfalls vertreten.

### Verkehr

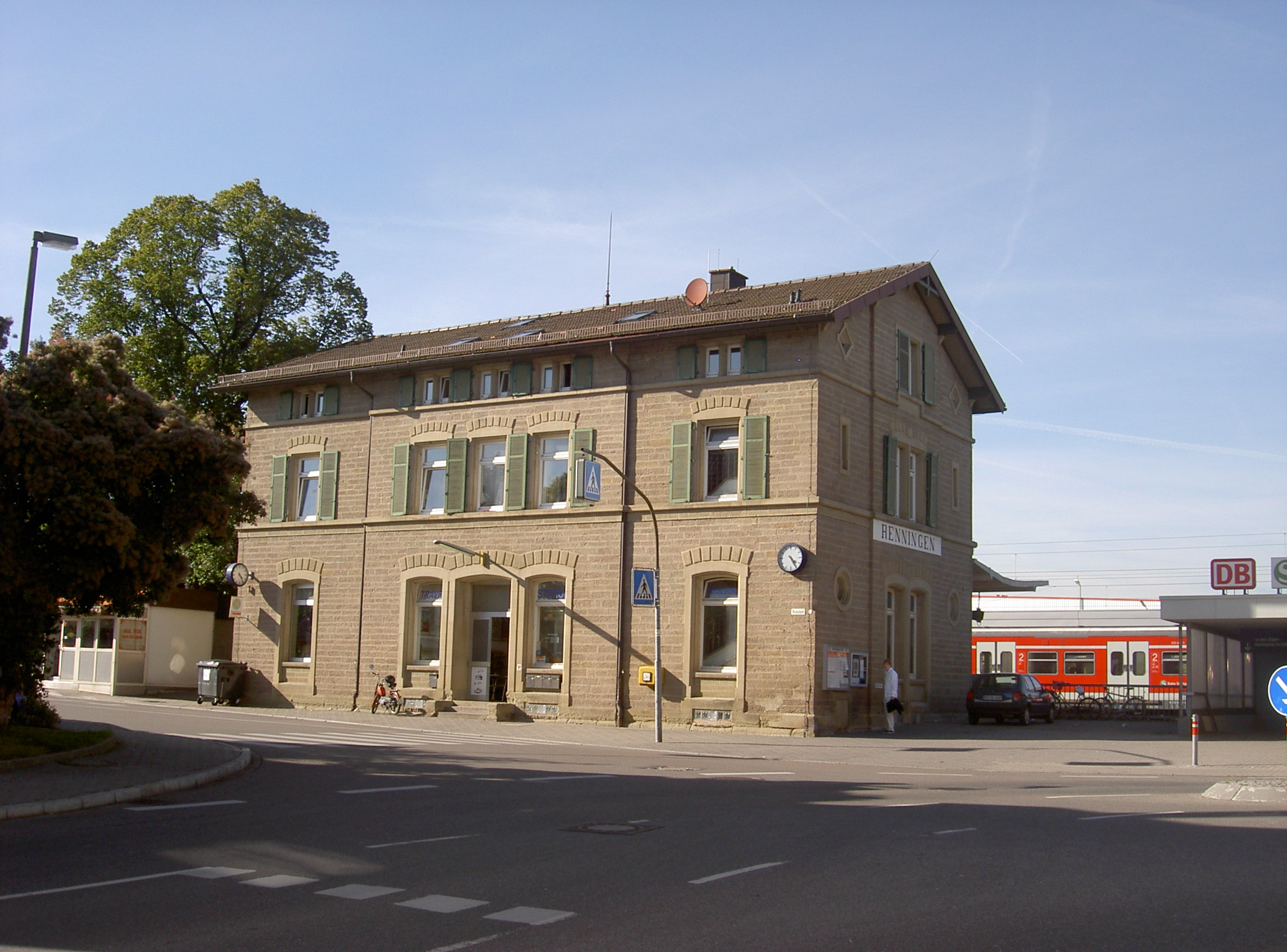
Bahnhof Renningen

Der nächste größere Flughafen ist der Flughafen Stuttgart in 22 km Entfernung. Im Norden des Gemeindegebietes liegt das Segelfluggelände Malmsheim.
Bahnverkehr: Renningen liegt an der Württembergischen Schwarzwaldbahn (Stuttgart-) Zuffenhausen – Weil der Stadt – Calw und an der im Bahnhof Renningen abzweigenden Rankbachbahn nach Böblingen. Es verkehren die S-Bahn-Linien S6 Weil der Stadt – Renningen – Leonberg – Stuttgart und die S60 Böblingen – Sindelfingen – Renningen (– Stuttgart). Außer dem Bahnhof Renningen wird der Haltepunkt Malmsheim an der Schwarzwaldbahn und der Haltepunkt Renningen Süd an der Rankbachbahn bedient. Der Abschnitt Weil der Stadt – Calw der Schwarzwaldbahn wird bis 2025 unter dem Namen „Hermann-Hesse-Bahn“ reaktiviert werden, deren Züge bis in den Bahnhof Renningen durchlaufen werden. Als einzige der S-Bahn-Hauptlinien (S1 bis S6) gibt es auf der Schwarzwaldbahn keinen zusätzlichen Regionalverkehr mit Eilzügen (RE).
An das überregionale Straßenverkehrsnetz ist Renningen durch die Bundesstraße 295 (Stuttgart–Calw) angebunden. Außerdem gibt es die Bundesstraße 464 Sindelfingen–Renningen, die bei Renningen mit der Bundesstraße 295 zusammenläuft.
Für den Fahrrad-Verkehr gibt es die Verbindung Stuttgart – Leonberg – Renningen – Weil der Stadt – Calw im Radnetz Baden-Württemberg. Eine Radwegverbindung nach Rutesheim besteht an der Kreisstraße 1060 entlang; ansonsten verlaufen die Radweg-Verbindungen in die Nachbargemeinden Leonberg, Magstadt, Weil der Stadt auf teilweise ungünstig trassierten landwirtschaftlichen Wegen. Eine Radwegverbindung nach Perouse entlang der Kreisstraße 1013 besteht nicht.
Renningen verfügt seit 1992 über ein von Bürgern ehrenamtlich organisiertes Carsharing mit mittlerweile über 800 Nutzern. An 23 Standorten in Renningen und Malmsheim stehen (Stand November 2024) 30 Fahrzeuge verschiedener Größenklassen zur Verfügung, darunter 17 Elektrofahrzeuge. Seit 2012 ist auch die Nachbarstadt Weil der Stadt beteiligt. Dort sind weitere sechs Fahrzeuge auf sechs Standorte verteilt. Über Quernutzungsvereinbarungen können darüber hinaus auch Fahrzeuge von stadtmobil Stuttgart und vielen anderen deutschen Carsharing-Anbietern gebucht werden.

### Bildungseinrichtungen
Renningen verfügt über ein Gymnasium mit rund 600 Schülern und eine Realschule. Mit der Friedrich-Schiller-Schule in der Kernstadt und der Friedrich-Silcher-Schule in Malmsheim gibt es außerdem zwei Grund- und Hauptschulen. Zudem gibt es eine städtische Musikschule mit etwa 700 Schülern.

### Einsatzorganisationen
Die Freiwillige Feuerwehr Renningen und Malmsheim hat in jedem Ortsteil einen Abteilungskommandanten sowie einen Stellvertreter. Der Gesamtkommandant koordiniert übergreifend alle Tätigkeiten der Gesamtwehr. Die Feuerwehr in Malmsheim besitzt drei Fahrzeuge. Es existiert eine gemeinsame Jugendfeuerwehr.
Es gibt in Renningen einen Ortsverein des Deutschen Roten Kreuzes (DRK).
Eine Rettungswache des DRK an der Kreisstraße zwischen Malmsheim und Renningen ist seit 2009 in Betrieb.

## Kultur und Sehenswürdigkeiten

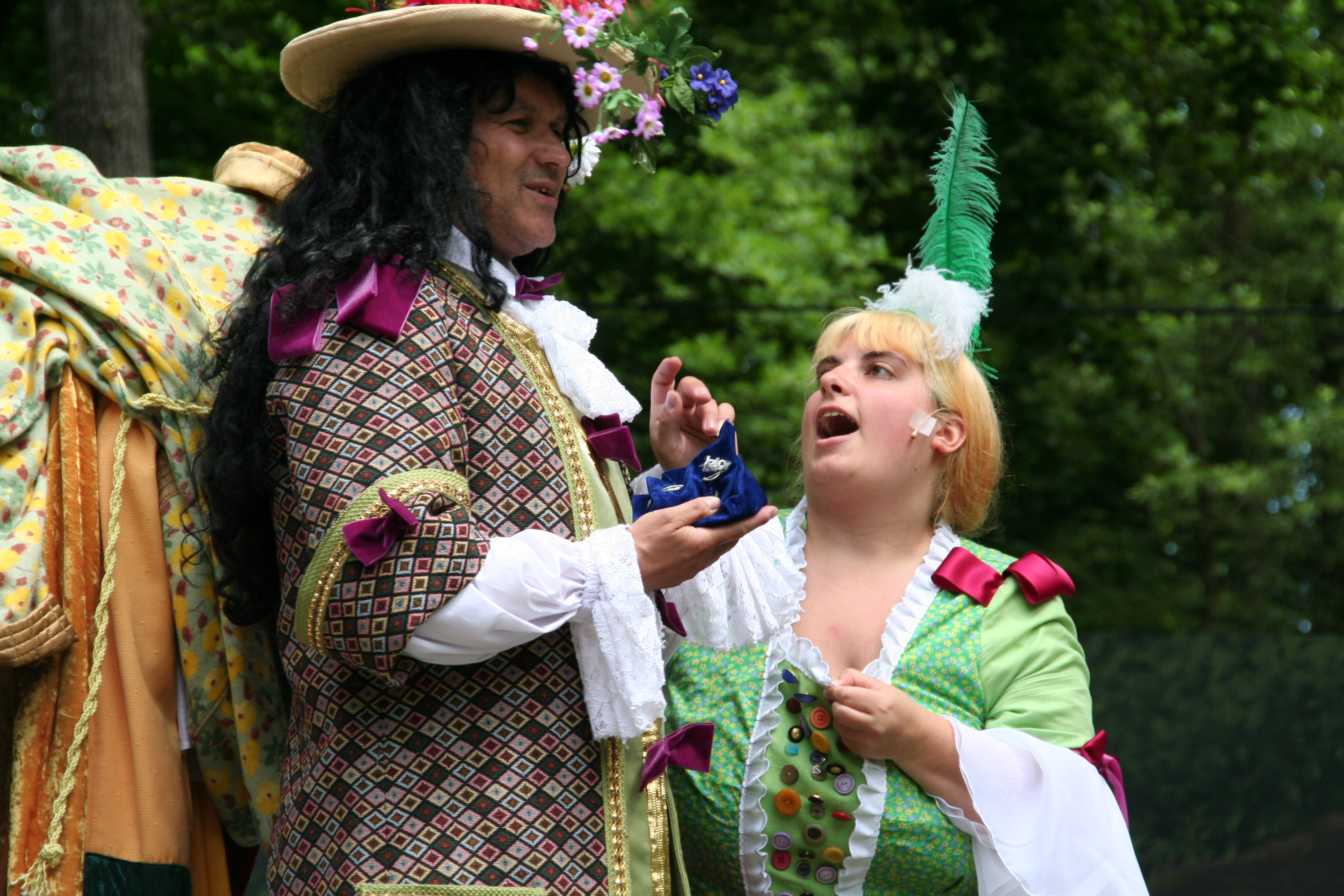
Naturtheater Renningen – Spielzeit 2012: Der Bürger als Edelmann

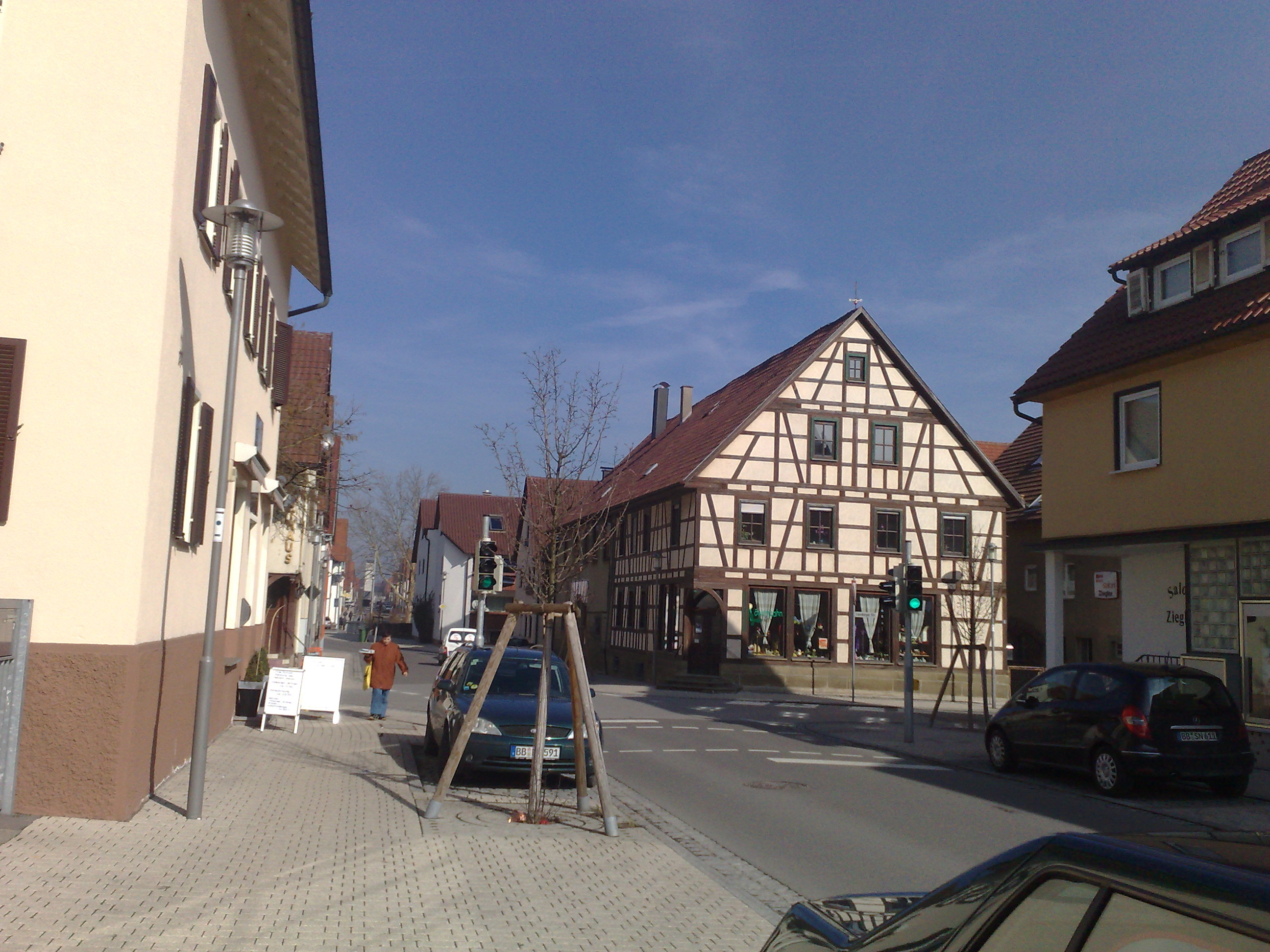
Ortsdurchfahrt (Bahnhofstraße)

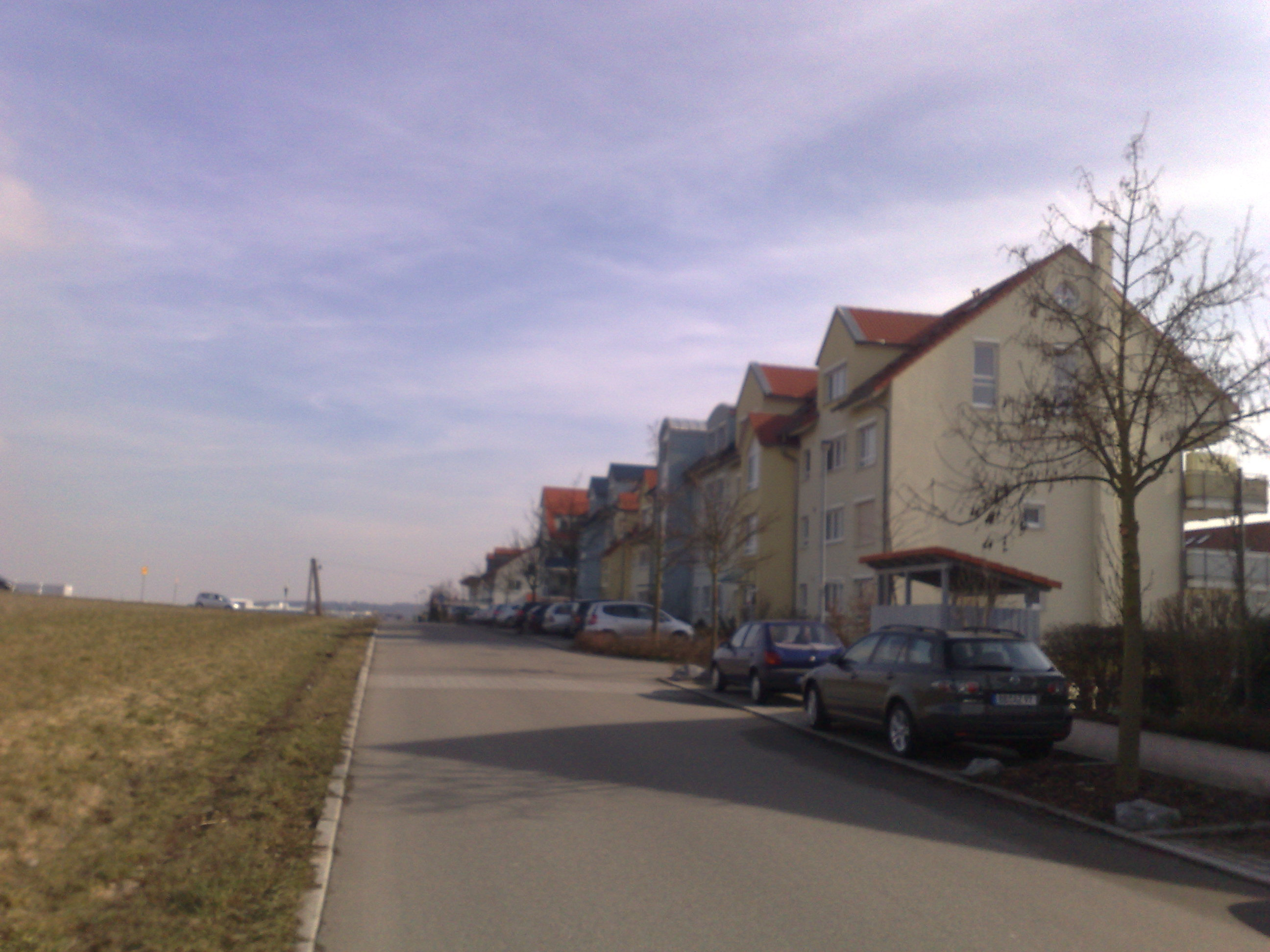
Neubaugebiet von Malmsheim

### Theater
- Inmitten der Naturkulisse des ehemaligen Steinbruchs „Am Längenbühl“ steht die großräumige Freilichtbühne des Naturtheaters Renningen. Es ist eine echte Naturbühne, da sie weder eine Überdachung der Bühne noch des Zuschauerraums aufweist. Sie hat Platz für 748 Zuschauer; die Spielzeit dauert von Ende Juni bis Ende August. Jährlich gibt es zwei Inszenierungen mit jeweils zwölf bis 13 Aufführungen. Für Erwachsene werden Komödien und Schauspiele aufgeführt, zum Teil in schwäbischer Mundart. Seit 1984 werden für die Kinder klassische Märchen wie Rapunzel, Tischlein deck dich, Aladin und die Wunderlampe, Der gestiefelte Kater oder auch modernere Stücke wie zum Beispiel Die kleine Hexe, Die Schatzinsel usw. einstudiert.
- Die Theater-AG des ansässigen Gymnasiums spielt jedes Jahr zwei bis drei Aufführungen.

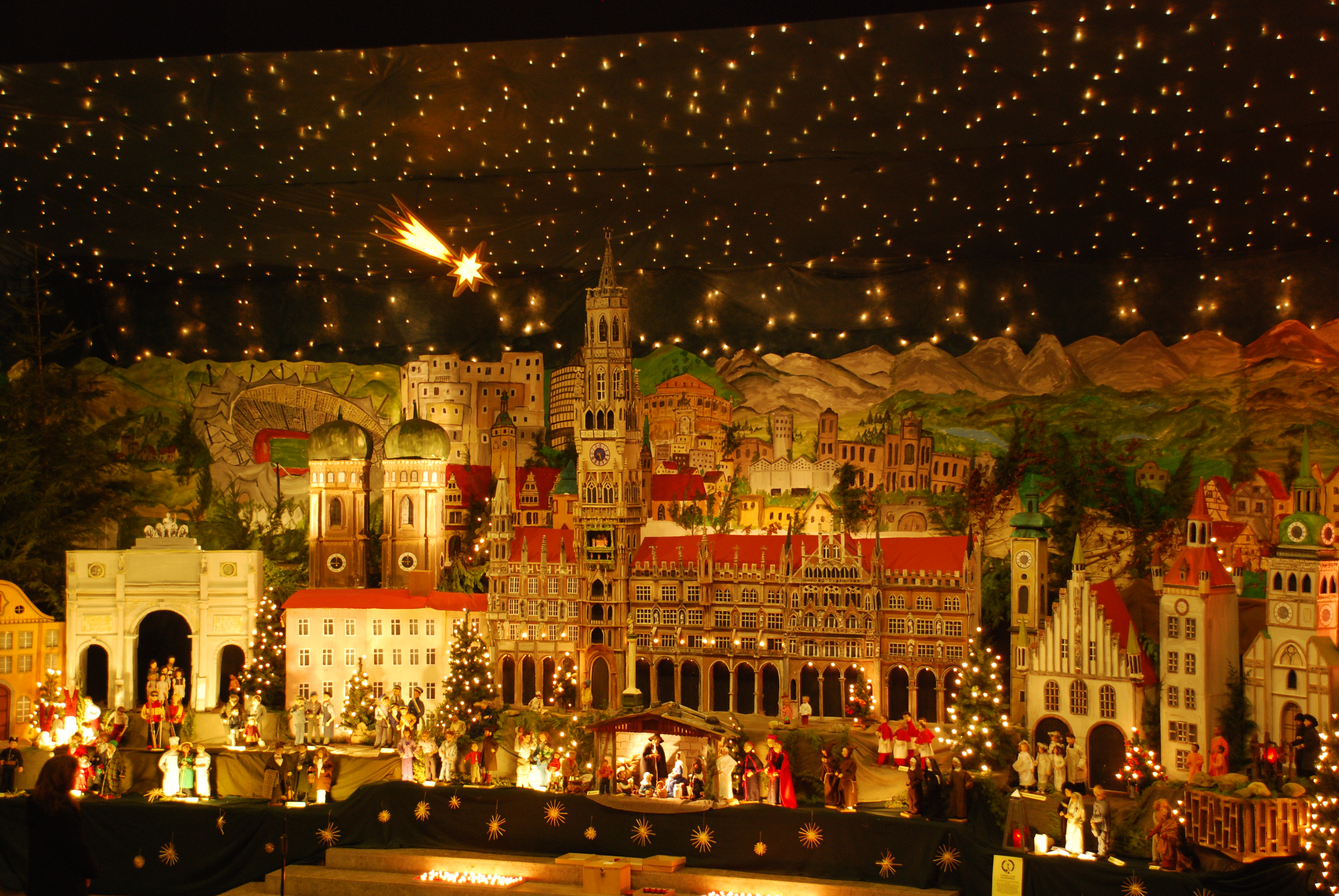
Renninger Krippe Winter 2009/2010

### Museen
- Archäologisches Museum Renningen im Schulzentrum
- Heimatmuseum (Malmsheim)
- Die Renninger Krippe wurde ab dem Winter 1979/1980 in der Weihnachtszeit (3. Advent bis Sonntag vor Maria Lichtmess) in der katholischen Martinus-Kirche in Malmsheim ausgestellt.[21] Da die Krippe jedes Jahr unter einem anderen Motto stand, wurden ihre Bestandteile immer wieder anders vor eigens gemalten Kulissen angeordnet und durch neue Teile ergänzt. Im Rest des Jahres waren die Teile der Krippe im Museum „Renninger Krippe“ im Stadtteil Renningen zu sehen.[22] Dort sind auch nach dem Ende der jährlichen Ausstellungen im Jahreswechsel 2021/2022 weiterhin viele Objekte zu sehen.[23]

### Bauwerke
- Ettermauer
- Rathaus
- Evangelische Petruskirche

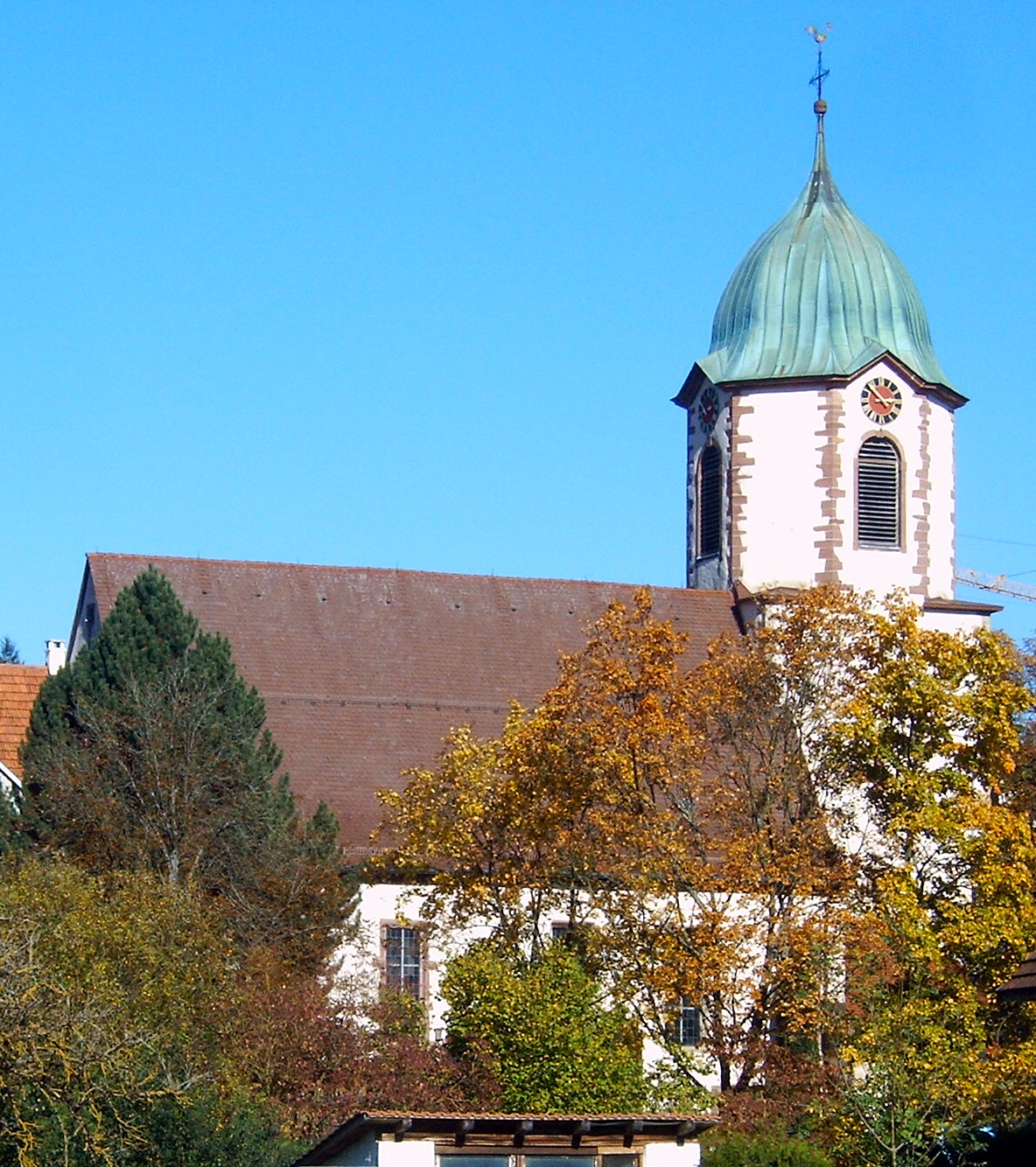
Evangelische Germanuskirche Malmsheim

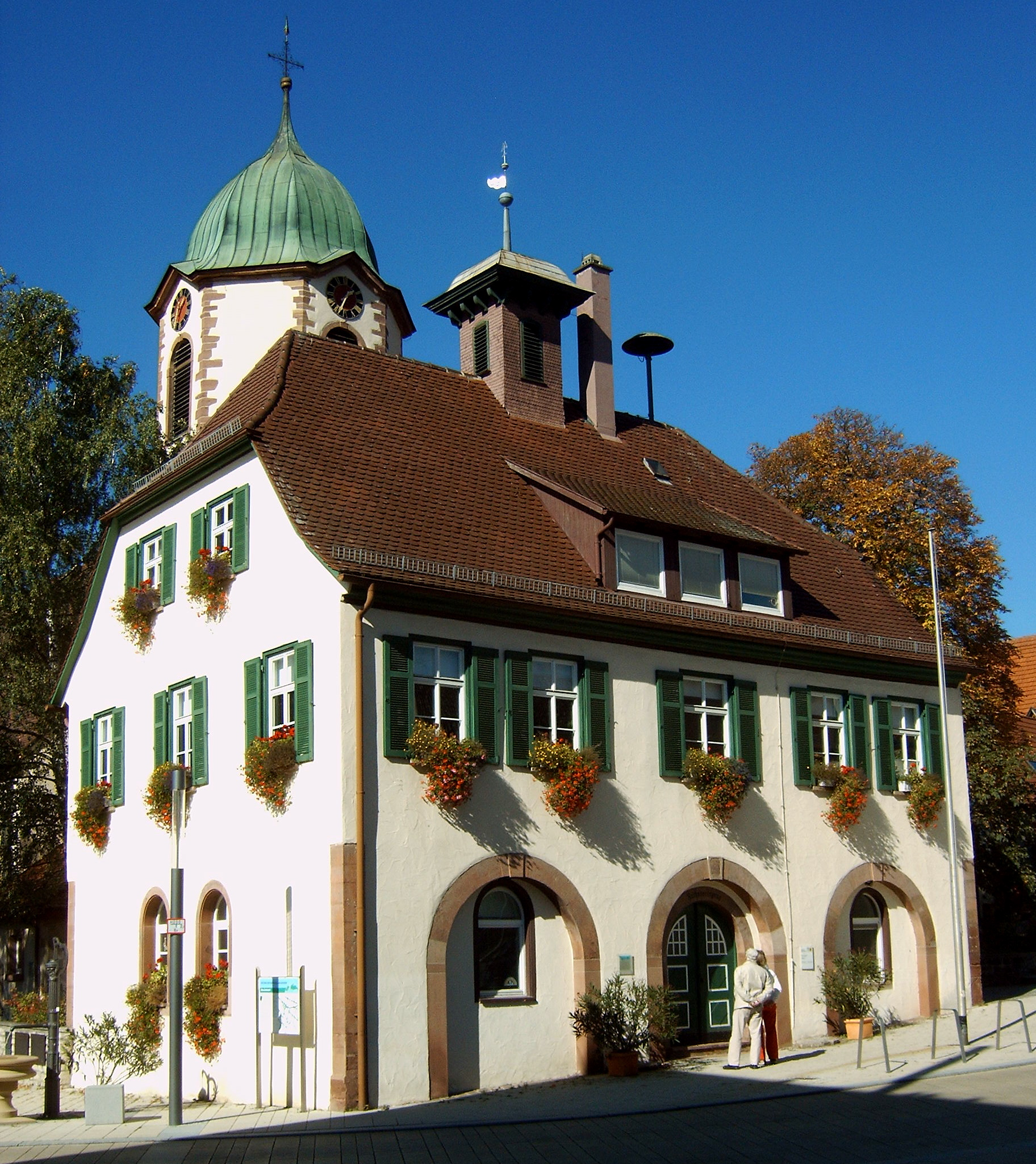
Altes Rathaus Malmsheim

- Evangelische Germanuskirche (Malmsheim)
- Katholische Bonifatiuskirche
- Katholische Martinuskirche (Malmsheim)
- Hochhaus der Robert Bosch GmbH[24]
- ehemalige Meisenburg

### Sport
Die SpVgg Renningen ist mit ca. 2100 Mitgliedern der größte Sportverein in Renningen. In ihren neun Abteilungen bietet die SVR ein umfangreiches Sportangebot für jede Alters- und Leistungsklasse. Größter Verein im Ortsteil Malmsheim ist der TSV Malmsheim.

## Persönlichkeiten

### Ehrenbürger
- Ernst Bauer (1847–1930), Arzt
- Anna Maria Theurer (1854–1939), langjährige Stifterin und Wohltäterin[25]
- Emil Höschele (1868–1955), Lehrer und Ortschronist
- Bernhard Maier (* 1945), ehemaliger Bürgermeister von Renningen und Landrat des Landkreises Böblingen 2000–2008[26]
- Franz Pitzal (* 1936), katholischer Pfarrer[27]

### Söhne und Töchter der Stadt
- Salomon Kümmerle (1832–1896), geboren in Malmsheim, Kirchenmusiker
- Waltraud Hagenlocher (1945–2012), Behindertensportlerin
- Bernhard Maier (* 1945 in Malmsheim), Politiker, Bürgermeister und Landrat
- Norbert Beck (* 1954), Politiker (CDU), Landtagsabgeordneter von Baden-Württemberg
- Alexander Mielke (* 1958 in Malmsheim), Mathematiker
- Michael Schürg (* 1984), Fußballspieler

### Mit Renningen verbunden
- Paul Reich (1925–2009), Bildhauer, lebte und arbeitete von 1961 bis 1978 in Renningen
- Wolfgang Kermer (* 1935), Kunsthistoriker und Hochschulrektor, lebte von 1961 bis 1970 in Renningen
- David Jaffin (1937–2024), Prediger, Pfarrer und Autor, wirkte in Malmsheim von 1978 bis 1994 16 Jahre lang als Pfarrer der evangelischen Gemeinde
- Jost Goller (* 1942), Professor und langjähriger Rektor der Hochschule für öffentliche Verwaltung und Finanzen Ludwigsburg[28][29]
- Heiderose Berroth (1947–2022), Politikerin (FDP), Landtagsabgeordnete, wohnte in Renningen
- Michael Steindorfner (* 1949), Richter und politischer Beamter, lebt in Renningen
- Saskia Esken (* 1961), Politikerin (SPD), Mitglied des Deutschen Bundestages, sowie Parteivorsitzende der SPD, wuchs in Renningen auf
- Rainer Widmayer (* 1967), Fußballspieler und Trainer, unter anderem beim VfB Stuttgart, spielte in seiner Jugend bei der SpVgg Renningen
- Nina Eisenhardt (* 1990), Politikerin (Die Grünen), Abgeordnete des Hessischen Landtages, sowie Mitglied des Stadtrats in Renningen für ihre Partei von 2009 bis 2010
- Hanna Philippin (* 1992), ehemalige Triathletin
- Velten Schneider (* 1999), Leichtathlet, ehemaliger Athlet bei der SpVgg Renningen